# Філіппо Берарді
Філіппо Берарді (італ. Filippo Berardi, нар. 18 травня 1997, Сан-Марино) — санмаринський футболіст, півзахисник клубу «Торіно».
Виступав, зокрема, за клуб «Ріміні», а також національну збірну Сан-Марино.

## Клубна кар'єра
Народився 18 травня 1997 року в місті Сан-Марино. Вихованець юнацьких команд футбольних клубів «Ріміні» та «Торіно».
У дорослому футболі дебютував 2013 року виступами за команду клубу «Ріміні», в якій провів два сезони, взявши участь у 24 матчах чемпіонату. 
До складу клубу «Торіно» приєднався 2015 року.

## Виступи за збірні
У 2013 році дебютував у складі юнацької збірної Сан-Марино, взяв участь у 3 іграх на юнацькому рівні.
З 2015 року залучається до складу молодіжної збірної Сан-Марино. На молодіжному рівні зіграв в одному офіційному матчі.
У 2016 році дебютував в офіційних матчах у складі національної збірної Сан-Марино. Наразі провів у формі головної команди країни 1 матч.
| Дата     | Місто      | Господарі  | Результат | Гості       | Турнір            | Голи | Примітки |
| -------- | ---------- | ---------- | --------- | ----------- | ----------------- | ---- | -------- |
| 4-9-2016 | Серравалле | Сан-Марино | 0 – 1     | Азербайджан | Відбір до ЧС 2018 | -    | 73'      |
| Усього   |            | Матчів     | 1         |             | Голів             | 0    |          |